# Kongasjärvi
Kongasjärvi är en sjö i Finland. Den ligger i kommunen Puolango i landskapet Kajanaland, i den centrala delen av landet, 500 km norr om huvudstaden Helsingfors. Kongasjärvi ligger 167,6 meter över havet. Den är 12 meter djup. Arean är 6,73 kvadratkilometer och strandlinjen är 17,89 kilometer lång. Sjön  ingår i Uleälvens huvudavrinningsområde.   Den ligger vid sjön Osmankajärvi. Den sträcker sig 5,0 kilometer i nord-sydlig riktning, och 6,0 kilometer i öst-västlig riktning.
I övrigt finns följande vid Kongasjärvi:
- Kantojärvi (en sjö)